# Fodor Josephine
Fodor Josephine (Párizs, 1789. október 13. – Saint-Genis-Laval, 1870. augusztus 14. körül) operaénekesnő, hárfás.

## Pályafutása
Fodor Károly Hollandiába emigrált magyar huszártiszt unokája, Fodor József hegedűművész leánya volt. Előbb, tizenegy éves korában mint zongoraművész, 1810-ben már mint énekesnő szerepelt. 1814-ben a párizsi fr:Théâtre national de l'Opéra-Comique szerződtette. 1816-1818 közt Londonban énekelt, 1819-ben Párizsban, 1822-től Nápolyban élt. 1833-ban még fellépett Bordeaux-ban. Ezután semmi hírt nem tud róla a zenetörténet; bár Móra Ferenc, az 1850-es években kiadott Újabbkori Ismeretek Tárára hivatkozva tudni véli, hogy Fontainebleau-ban telepedett le, miután visszavonult a nyilvános szerepléstől. Ugyanezen forrás szerint tanítványa volt Henriette Sontag.
Hagyatékából megjelent a Réflexions et conseils sur l’art du chant (Párizs, 1857) című kötet.
Az 1810-es évek elején kötött házasságot Tharaud Mainvieille francia színésszel; leányuk, Enrichetta Mainvieille 1846 és 1849 közt Berlinben énekelt.

## Emlékezete
- Róla szól Móra Ferenc Fodor Jozefa című életrajzi jellegű esszéje (megjelent az író A fele sem tudomány című kötetében).